# John Marshall (U-Boot)
Die John Marshall, auch USS John Marshall (Kennung: SSBN-611 / SSN-611), war ein atomgetriebenes U-Boot mit ballistischen Raketen der Ethan-Allen-Klasse der United States Navy, das von 1962 bis 1992 in Dienst stand. Sie wurde nach John Marshall, dem Chief Justice of the United States von 1801 bis 1835, benannt.

## Geschichte
SSBN-611 wurde 1959 in Auftrag gegeben und am 4. April 1960 bei Newport News Shipbuilding auf Kiel gelegt. Nach einer Bauzeit von gut über einem Jahr lief die Einheit vom Stapel und wurde von Ethel Skakel-Kennedy, der Ehefrau des damaligen Justizministers Robert F. Kennedy getauft. Im Mai 1962 konnte die John Marshall in Dienst gestellt werden.
Für die ersten Fahrten des Bootes wurde die Marshall in Holy Loch, Schottland, stationiert, erst 1966 kehrte sie für eine erste Überholung zurück in die Vereinigten Staaten und in ihre Bauwerft. Bis 1970 hatte das Boot 25 Patrouillen zur nuklearen Abschreckung gefahren und wurde dann nach Rota, Spanien, verlegt.
1974 folgte in der Mare Island Naval Shipyard die zweite Überholung, außerdem wurde das Boot zum Abschuss modernerer Submarine-launched ballistic missiles ausgerüstet. Im Anschluss operierte das Boot vorwiegend im Pazifik, aus den Häfen Pearl Harbor und Apra Harbor auf Guam.
1981 wurde der Raketenkomplex in Übereinkunft mit SALT I deaktiviert, das Boot fuhr danach, vor allem in U-Jagd-Übungen, weiter als Jagd-U-Boot SSN-611. 1983 wurde in der Puget Sound Naval Shipyard die Befestigung für zwei Dry Deck Shelter installiert, damit war die Marshall fähig, Kommandoeinheiten in feindliche Hoheitsgewässer zu transportieren. So operierte das Boot auch während der Operation Desert Storm.
1992 wurde die John Marshall schließlich außer Dienst gestellt und bis 1997 im Ship-Submarine Recycling Program in der Puget Sound NSY abgebrochen.